# Teredo navalis
Espèce
Synonymes
- Pholas teredo O. F. Müller, 1776
- Serpula teredo DaCosta, 1778
- Teredo austini Iredale, 1932
- Teredo batavus Spengler, 1792
- Teredo beachi Bartsch, 1921
- Teredo beaufortana Bartsch, 1922
- Teredo japonica Clessin, 1893
- Teredo marina Jeffreys, 1860
- Teredo morsei Bartsch, 1922
- Teredo navalis var. occlusa Jeffreys, 1865
- Teredo novangliae Bartsch, 1922
- Teredo pocilliformis Roch, 1931
- Teredo sellii van der Hoeven, 1850
- Teredo sinensis Roch, 1929
- Teredo vulgaris Lamarck, 1801

Le taret commun, ou naval (Teredo navalis) est une espèce de mollusques bivalves marins de la famille des Teredinidae. C'est l'espèce type du genre Teredo.
Ce taret ressemble à un ver par son aspect général, mais est doté à l'extrémité avant d'une petite coquille bivalve capable de percer le bois.
Cette espèce fore les piles immergées et est l'une des causes principales des dommages et de la destruction subis par les ouvrages en bois immergés et les coques des navires en bois.

## Description
Teredo navalis, vermiforme, a un corps allongé, rougeâtre, qui s'enfouit complètement dans la galerie qu'il creuse dans un bois flottant ou immergé. À l'extrémité avant de l'animal, il y a deux valves calcaires triangulaires qui mesurent jusqu'à 2 cm de long. Elles sont blanches, couvertes d'un periostracum brun pâle. L'aire antérieure et l'aire suivante de la face externe des valves portent des dents minuscules dont le nombre peut atteindre 4 000 sur l'aire antérieure et 10 000 sur l'aire suivante. Le mollusque s'en sert pour râper le bois et agrandit lentement le trou où il vit. Il a des siphons inhalant et exhalant rétractables : lorsqu'il est menacé, il peut les rétracter et les protéger en bouchant l'orifice de la galerie avec une paire de palettes calcaires en forme d'aviron. La galerie creusée, de section circulaire, est enduite de calcaire sécrété par le mollusque. Elle peut mesurer jusqu'à 60 cm de long et 1 cm de diamètre, ses dimensions courantes étant en général voisines de 12 cm de long et de 5 mm de diamètre,,.

## Distribution et habitat
Teredo navalis se trouve dans les mers et océans tempérés et tropicaux du monde entier. Sur le littoral, ce taret vit dans le bois et les piles immergés, le bois flotté et les coques des navires en bois. Il tolère une salinité allant jusqu'à 35 parties par millier. Il tolère aussi un large éventail de températures qui va de 1 à 30 °C, bien qu'il lui faille une température de 11 à 25 °C pour croître et se reproduire. Il peut aussi vivre sans air durant quelque six semaines en puisant dans ses réserves de glycogène. Vivant bien dans des bois retirés de la mer depuis quinze jours, il peut survivre facilement dans la coque d'un navire mis en cale sèche. Sa dispersion dans de nouveaux habitats se fait au stade de larve ou lorsqu'il dérive dans des bois flottants emportés par les courants ou voyage dans la coque de navires en bois. Dans la mer Baltique, il y eut périodiquement des masses de tarets près de l'Allemagne, du Danemark et du sud de la Suède dans les années 1930 et 1950.

## Biologie
Les particules alimentaires, composées surtout de râpures de bois et de quelques micro-algues, sont extraites de l'eau passant par les branchies, où se fait aussi l'échange gazeux. Les branchies contiennent aussi des bactéries symbiotiques fixatrices d'azote, qui produisent les enzymes qui aident à digérer la cellulose du bois. Les matières fécales, les gamètes et les larves sont évacués par une étroite ouverture à l'entrée de la galerie.
Teredo navalis a une phase d'hermaphrodisme successif protandre puis une d'hermaphrodisme simultané. Il commence sa vie d'adulte en mâle de quelques centimètres de long. Dans les régions chaudes, il devient femelle quelque 8 à 10 semaines après s'être fixé, mais il peut falloir six mois avant que ce changement de sexe ne se produise dans les climats froids. Les œufs sont fertilisés quand le sperme est aspiré dans la galerie d'une femelle par le siphon inhalant. Plus d'un million de larves sont couvées à la fois dans les branchies, puis libérées dans la mer sous forme de larves véligères. Elles mangent du phytoplancton et se dispersent durant deux à trois semaines grâce aux courants. Les siphons et les branchies apparaissent aux stades larvaires suivants.
Lorsqu'elles sont prêtes à se métamorphoser, les larves cherchent à se fixer à du bois approprié. Elles semblent être capables de déceler le bois en état de décomposition et de nager vers lui lorsqu'elles en sont assez proches. Chacune d'elles rampe alors jusqu'à ce qu'elle trouve le bon endroit pour s'y fixer par un byssus. Elle sécrète peut-être une enzyme pour ramollir le bois avant de commencer à le creuser avec son pied. Après avoir formé une cavité, elle subit une métamorphose rapide par laquelle elle perd et consomme son velum et devient un jeune taret doté de petites valves striées à l'extrémité avant. Elle peut alors commencer à creuser avec plus d'efficacité Elle s'enfonce dans le bois et passe le reste de sa vie à creuser sa galerie.

## Effets économiques

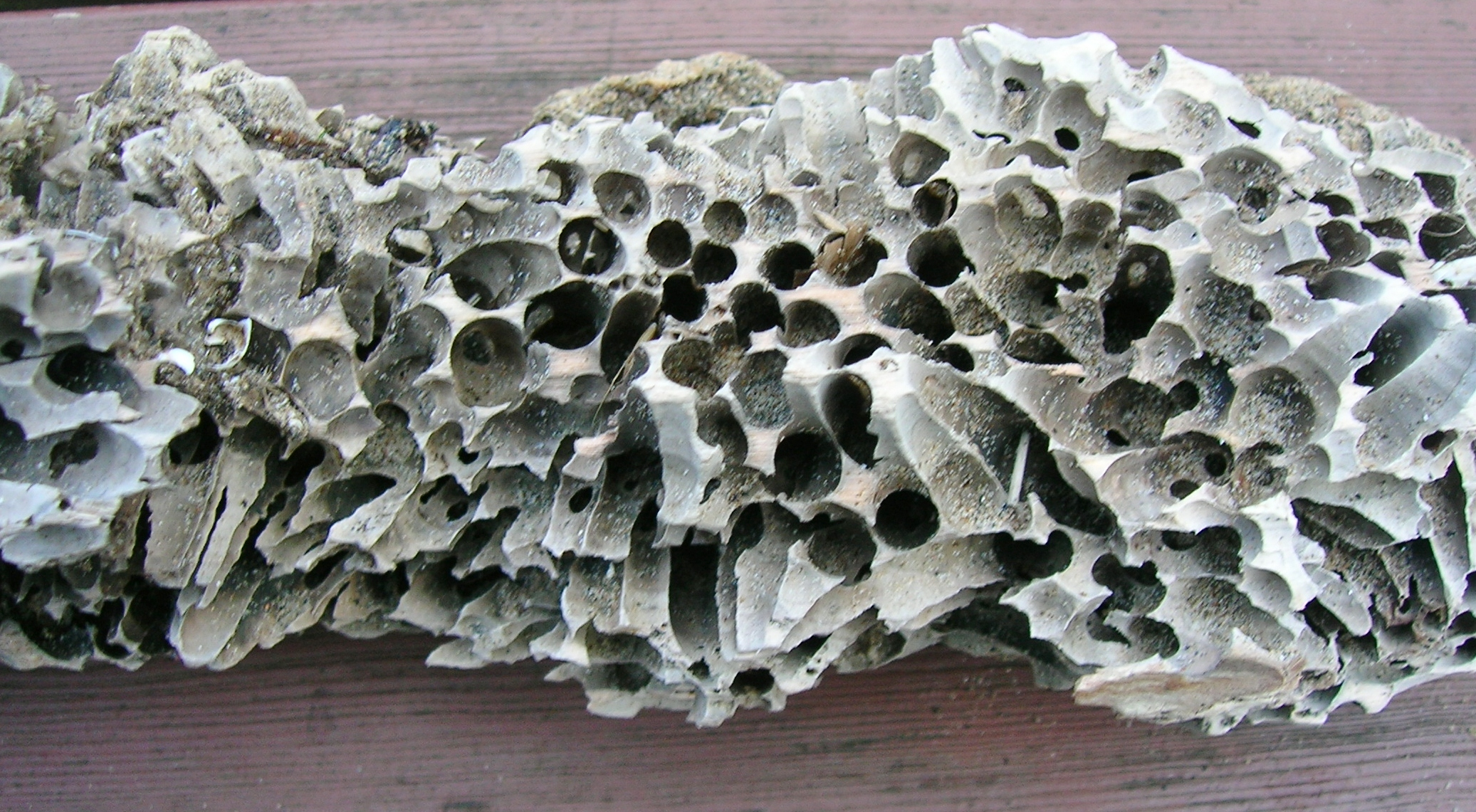
Branche d'arbre détruite par des tarets.

Teredo navalis est un grand destructeur de bois immergés. Dans la mer Baltique, les pins dans l'eau peuvent être criblés de galeries en seize semaines, et les chênes, en trente-deux semaines. Les charpentes de navires sont attaquées ; des épaves, détruites ; et des ouvrages de protection contre la mer, endommagés. Au XVIIIe siècle, les digues néerlandaises en terre et en bois furent détruites, et il fallut remplacer le bois par des pierres à grands frais. L'arrivée du taret dans la baie de San Francisco vers 1920 laissa présager une grande destruction des pilotis et des appontements dans les ports. Il s'est répandu dans l'océan Pacifique, dans des parties duquel il a causé des dommages parce qu'il tolérait mieux de faibles salinités que les tarets indigènes.
Aucun traitement du bois contre les attaques de Teredo navalis n'a réussi complètement. Les biocides comme le créosote et l'arséniate de cuivre chromaté n'ont qu'un effet temporaire. On a enveloppé des épaves submergées de géotextiles pour opposer un obstacle matériel aux larves ou recouvert à nouveau des épaves sous des sédiments. La seule solution permanente est de remplacer le bois des ouvrages immergés par un autre matériau.
Au XVIIIe siècle, la Marine royale britannique a doublé de cuivre les coques de ses navires pour prévenir les dommages causés par le taret. En 1761, la frégate HMS Alarm (en) est doublée de cuivre à titre d'expérience.
En 2010, Teredo navalis faisait partie des espèces non indigènes dans la zone OSPAR qui posaient un problème de détérioration des structures et de modification d'habitat dans certaines régions.